# Dolça (prenom)
Dolça és un prenom femení català.

## Etimologia
Segons mossèn Antoni Maria Alcover el prenom Dolça es confon amb la forma femenina de l'adjectiu 'dolç' i és traduït en castellà per Dulce, en francès Douce i en el llatí medieval per Dulcia, més és probable que sigui una catalanització del prenom femení Aldonça (una forma femenina d'Anfós, és a dir, derivat del prenom germànic Hildefuns, però feminitzat) amb influència de l'adjectiu 'dolça'. Segons això, en l'època medieval l'evolució hauria estat la següent: de n'Aldonça a na Dolça.
Tanmateix, segons Sebastián de Covarrubias, el nom castellà Aldonza (Aldonça en castellà antic),sinònim de Dulce, és format per l'article àrab 'al' més el nom 'donza' amb influència de 'dolç', i és una adaptació castellana del prenom català i occità Dolça, car fou Dolça de Provença la primera sobirana hispànica qui va introduir aquest prenom a la península Ibèrica, el qual s'adaptà posteriorment a la variant Aldonça i Aldonza.

## Difusió
Aquest prenom tingué molta acceptació durant l'edat mitjana a Europa, sobretot en l'àmbit romànic, i hi hagué moltes reines que el portaren
Versions en altres idiomes:
- occità: Doça[4] (en occità medieval Douça o Dolça).
- francès: Douce
- espanyol: Dulce
- anglès: Dulcia
- italià: Dolce
- portuguès: Dulce
- llatí: Dulcia

## Festa onomàstica
El prenom Dolça, com a nom propi catòlic, celebra l'onomàstica el dia 12 de setembre, associat a la festa de Maria.

## Biografies
- Nobles:
  - Dolça de Barcelona (1160 - Coïmbra, 1198), princesa aragonesa i reina consort de Portugal (1185 - 1198).
  - Dolça de Foix (1143 - 1209), infanta de Foix i comtessa consort d'Urgell (1157 -1184).
  - Dolça I de Lleó (c. 1195 - Lorvao, Portugal, 1245), reina de iure de Lleó (1230).
  - Dolça de Provença (Gavaldà, Llenguadoc, 1095-1127), comtessa de Provença (1112-1127) i comtessa consort de Barcelona (1112-1127)
  - Dolça II de Provença (? - 1172), comtessa de Provença (1166 - 1167).
  - Dolça de So (?-1192), comtessa de Pallars Jussà (1182 - 1192).

- Altres:
  - Dolça Mulet, política mallorquina

### Versió Dulce
- Dulce Pontes, cantant
- Dulce Chacón, escriptora
- Dulce Maria Cardoso, escriptor

## Curiositats
El prenom Dulcinea que va triar Miguel de Cervantes per al personatge femení Dulcinea del Toboso és una variant del prenom Aldonça o Dolça.